# Eibau
Eibau (Oppersorbisch: Jiwow) is een ortsteil van de Duitse gemeente Kottmar in de deelstaat Saksen. Op 1 januari 2013 fuseerde de tot dan toe zelfstandige gemeente met Niedercunnersdorf en Obercunnersdorf tot Kottmar.